# سیارک ۲۷۸۹۵
سیارک ۲۷۸۹۵ (به انگلیسی: 27895 Yeduzheng، نامگذاری:1996LL) بیست و هفت هزار و هشتصد و نود و پنجمین سیارک کشف شده‌است که در ۶ ژوئن ۱۹۹۶ کشف شد.